# Doruchów
Doruchów [dɔ'ruxuf] (deutsch Doruchow, 1940–1945 Dietrichsweiler) ist ein Dorf im westlichen Polen und Sitz der gleichnamigen Landgemeinde (Gmina wiejska). Er liegt etwa 130 km südöstlich von Posen und knapp 90 km östlich von Breslau in der Woiwodschaft Großpolen und gehört dem Powiat Ostrzeszowski an.

## Geschichte
Das Dorf Doruchów im äußersten Süden Großpolens zu Füßen der Wzgórza Ostrzeszowskie, einem Höhenzug an der Grenze zu Niederschlesien, wird 1213 als Besitz eines Grundherrn namens Doruch erstmals schriftlich erwähnt. Im 15. Jahrhundert entstanden hier Eisenwerke, ab dem 16. Jahrhundert nahm die Huta Zaleśna, ein verhältnismäßig großer Hüttenbetrieb, ihre Tätigkeit auf. Die Eisengewinnung endete im 18. Jahrhundert.
Doruchów erlangte 1775 schlagartig Bekanntheit in ganz Polen, als im landesweit letzten Hexenprozess 14 Einwohnerinnen des Ortes der Zauberei angeklagt und bei lebendigem Leibe auf dem Scheiterhaufen verbrannt wurden. Die Ereignisse führten im Jahr darauf zur Abschaffung von Folter und Todesstrafe bei Anklagen wegen Zauberei durch den Sejm in Warschau. Ein 1994 in Kattowitz gedrehter Film greift den Fall auf.
Ab 1793 bis 1807 und erneut ab 1815 befand sich Doruchów unter preußischer Herrschaft. 1918 kehrte es zu Polen zurück, die Gemeinde (Gmina) wurde 1934 errichtet. Während der Besatzung durch das Deutsche Reich 1939–1945 hatte die Bevölkerung unter schwersten Repressalien zu leiden. In den ersten Kriegstagen des Zweiten Weltkriegs erschossen Wehrmachtssoldaten 34 Einwohner des zu Doruchów gehörigen Weilers Torzeniec. Ein ebenfalls in Kattowitz entstandener Film mit dem Titel „Torzeniec“ ist diesen Geschehnissen gewidmet.
Seit 1998 gehört Doruchów wieder zum Powiat Ostrzeszowski, die Kreisstadt Ostrzeszów liegt neun Kilometer westlich des Ortes.

## Gmina

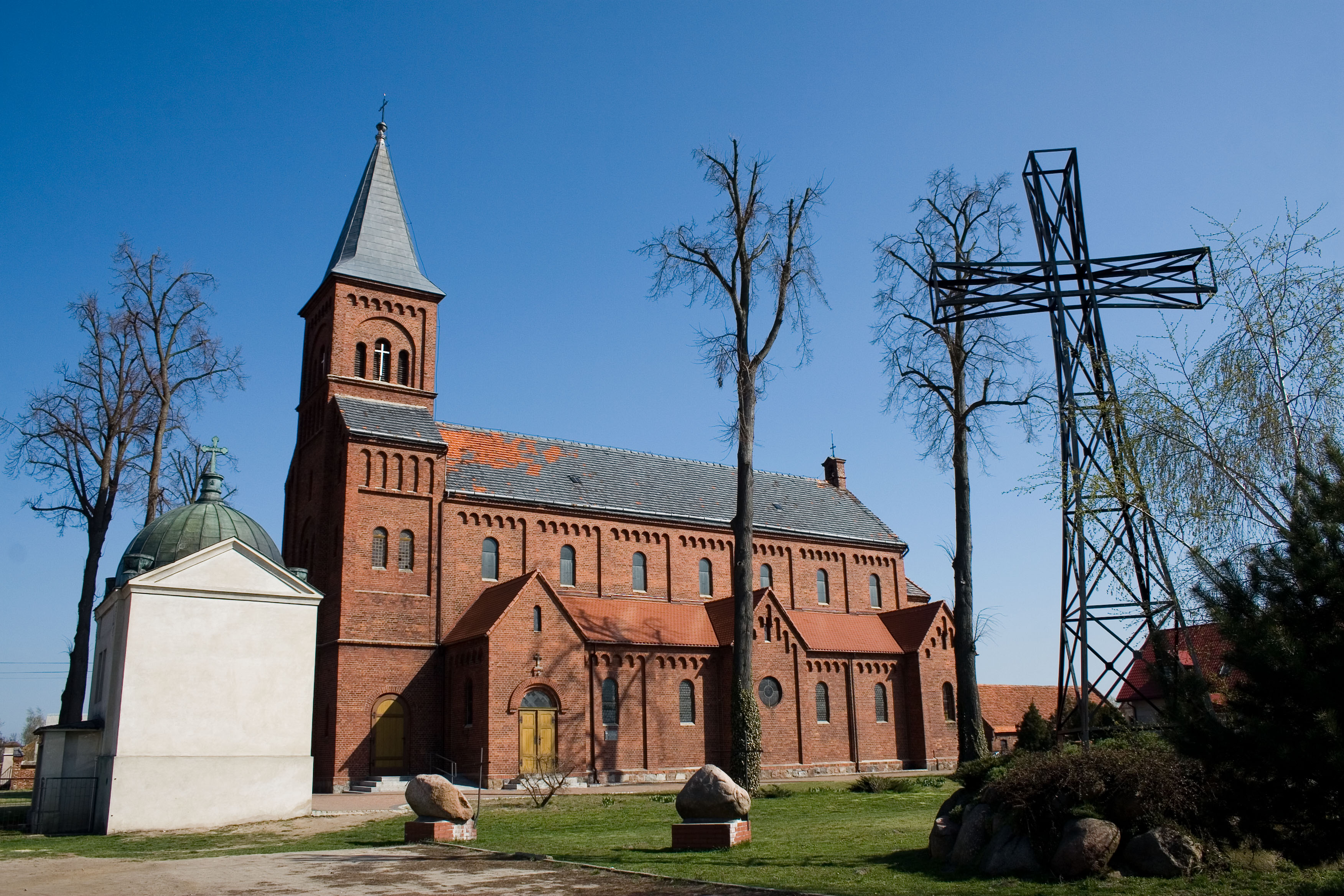
Kirche des Heiligen Stanislaus Kostka

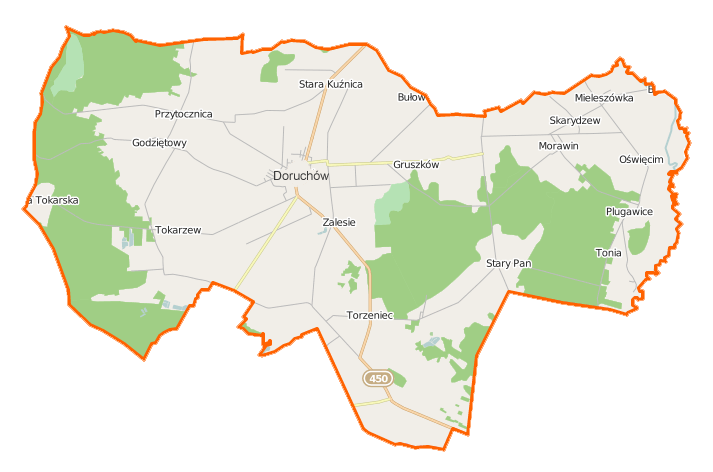
Karte der Gmina Doruchów

Die Landgemeinde Doruchów besteht aus den folgenden Ortschaften:
| Name             | deutscher Name (1815–1918)        | deutscher Name (1939–1945) |
| ---------------- | --------------------------------- | -------------------------- |
| Doruchów         | Doruchow                          | Dietrichsweiler            |
| Godziętowy       | Godzientow                        | Glückshof                  |
| Gruszków         | Vorwerk Gruszkowo                 |                            |
| Mieleszówka      | Mieleszowka                       |                            |
| Morawin          | Morawin                           |                            |
| Oświęcim         | Oswiecim                          |                            |
| Pieczyska        | Pieczysko                         | Tannengrund                |
| Plugawice        | Plugawice                         | Schardorf                  |
| Przytocznica     | Przytocznica 1908–1918 Tannenrode | Tannendorf                 |
| Rudniczysko      | Rudniczysko                       |                            |
| Skarydzew        | Skarydzew                         | Plattendorf                |
| Stara Kuźnica    | Kuznica stara                     |                            |
| Tokarzew         | Tokarzew                          | Dresselhofen               |
| Tonia            | Tonia                             |                            |
| Torzeniec        | Torzeniec                         | Langenreut                 |
| Torzeniec PGR    | Gut Torzeniec                     | Gut Langenreut             |
| Wrzosy           | Wrzozy                            |                            |
| Wygoda Plugawska | Wygoda plugawska                  |                            |
| Wygoda Tokarska  | Wygoda tokarska                   |                            |
| Zalesie          | Zalesie                           |                            |

## Persönlichkeiten

### Geboren in Doruchów
- Theo Harych (1903–1958), deutscher Schriftsteller
- Zbyszko Chojnicki (* 1928), polnischer Geograf und Hochschullehrer

### Weitere Persönlichkeiten
- Stanislaus Peplinski (1909–1945), Widerstandskämpfer gegen den Nationalsozialismus.

## Verweise